# دوكسوروبيسين
دُوكسُورُوبِيسِين أو الأدريامايسين ينتمي هذا الدواء إلى مجموعة من الأدوية المضادة للأورام أو ما يسمى بالمضادات الاستقلابية. وهو يعمل على وقف نمو خلايا الأورام عن طريق التداخل مع الحمض النووي (د.ن.ا)، وهي المادة الوراثية الموجودة في الخلية. وبما أن نمو خلايا الجسم الطبيعية قد يتأثر أيضا فإن ذلك قد يؤدي إلى ظهور بعض التأثيرات الجانبية. وعلى الرغم من أن بعض التأثيرات الجانبية لا تظهر في الغالب. إلا أنها قد تتطلب متابعة طبية في حين ظهورها.
كيفية إعطاء الدواء: عن طريق الحقن في الوريد، عن طريق الشريان.

## التأثيرات الجانبية الشائعة
قد تحدث تقرحات في الفم أو الشفتين.
قد يسبب هذا الدواء انخفاضا مؤقتا في عدد خلايا الدم بالإضافة إلى فقر الدم وذلك بسبب كبت نخاع العظم. أن ذلك قد يجعلك عرضة للإصابة بالعدوى.
قد يحدث غثيان، تقيؤ، حرقان، أو إسهال ولكنها عادة ليست شديدة.

## تأثيرات جانبية أقل شيوعاً
أوردة الذراع قد تصبح داكنة اللون.

## إنزيم الأسباراجينيز (Asparagines)
وهو إنزيم يستخدم في علاج بعض أنواع الأورام. ويقوم هذا الإنزيم بتحليل الأسباراجين الذي تحتاجه خلايا الأورام للنمو، وبدونه تموت هذه الخلايا. وبما أن خلايا الجسم الطبيعية قد يتأثر أيضا فإن ذلك قد يؤدي إلى ظهور بعض التأثيرات الجانبية . وعلى الرغم من أن التأثيرات الجانبية لا تظهر في الغالب إلا أنها قد تتطلب رعاية طبية في ظهورها...
كيفية إعطاء الدواء: عن الحقن في الوريد أو العضل.
التأثيرات الجانبية الشائعة:
قد تحدث حساسية عند بعض المرضى مسببة طفحا جلديا، حمى، قشعريرة، أو صعوبة التنفس (و هذه تتطلب رعاية طبية فورية).
قد يحدث كذلك غثيان وتقيؤ مع ألم في المعدة.
تأثيرات جانبية أقل شيوعاً:
صداع تهيج، فقد أو نقص للوزن. إذا سببت لك هذه التأثيرات إزعاجا استشر الطبيب أو الممرضة عن الوسائل الممكنة لمنع أو تخفيف هذه التأثيرات.
قد تحدث مشاكل في الكبد تظهر على هيئة اصفرار في العينين والجلد.
بليومايسين Bleomycin (يعرف باسم أيضاً بلينكوكسان، بليو)
ينتمي هذا الدواء إلى مجموعة من الأدوية المضادة للأورام. وهو يعمل على وقف نمو خلايا الأورام عن طريق التداخل مع الحمض النووي (د.ن.ا), وهي المادة الوراثية الموجودة في الخلية. وبما أن نمو خلايا الجسم الطبيعية قد يتأثر أيضاً فإن ذلك قد يؤدي إلى ظهور بعض التأثيرات الجانبية. وعلى الرغم من أن بعض التأثيرات الجانبية لا تظهر في الغالب. إلا أنها قد تتطلب متابعة طبية في حين ظهورها.
كيفية إعطاء الدواء: عن طريق الحقن في الوريد. الحقن حول الغشاء المخاطي للرئة، أو الحقن تحت الجلد.
التأثيرات الجانبية الشائعة:
لفحات سخونة في الوجه وإحساس بالحرارة ( قد تعطي تايلينول و/أو بعض مضادات الهيستامين قبل تلقي العلاج  من أجل تقليل هذا التأثير).
قد يصبح لون الجلد داكنا بعد 4-8 أسابيع بعد تلقي العلاج، إلا أن ذلك سيقل تدريجيا.
حمى ( ارتفاع درجة الحرارة).
تأثيرات جانبية أقل شيوعا:
قد يحدث لدى بعض المرضى تساقط للشعر، إلا أنه ينمو من جديد بعد انتهاء العلاج.
آيفوسفامايد ومزنا Ifosfamide and mesna (ويسمى أيضا: إيفكس ومزنكس)
ينتمي هذا الدواء إلى مجموعة من الأدوية المضادة للأورام. وهو يعمل على وقف نمو خلايا الأورام عن طريق التداخل مع الحمض النووي (د.ن.ا), وهي المادة الوراثية الموجودة في الخلية. وبما أن نمو خلايا الجسم الطبيعية قد يتأثر أيضاً فإن ذلك قد يؤدي إلى ظهور بعض التأثيرات الجانبية. وعلى الرغم من أن بعض التأثيرات الجانبية لا تظهر في الغالب. إلا أنها قد تتطلب متابعة طبية في حين ظهورها.
كيفية إعطاء الدواء: عن طريق الفم.
التأثيرات الجانبية الشائعة:
غثيان، تقيؤ، وإسهال.
قد يحدث تساقط مؤقت للشعر وذلك بعد أسبوعين إلى ثلاثة أسابيع من تلقي العلاج.
تعب، اضطراب، صداع.
قد يحدث التهاب في المثانة. إن شرب السوائل بكثرة وإضافة دواء مزنا وكذلك التبول المستمر سوف يمنع حدوث ذلك.
طعم غير مستساغ في الفم.
سايكلوفوسفاميد Cyclophoshamide ( يعرف أيضا باسم سيتوكسانCytoxan . نيوسانNeosar)
ينتمي هذا الدواء إلى مجموعة من الأدوية المضادة للأورام. وهو يعمل على وقف نمو خلايا الأورام عن طريق التداخل مع الحمض النووي (د.ن.ا), وهي المادة الوراثية الموجودة في الخلية. وبما أن نمو خلايا الجسم الطبيعية قد يتأثر أيضاً فإن ذلك قد يؤدي إلى ظهور بعض التأثيرات الجانبية. وعلى الرغم من أن بعض التأثيرات الجانبية لا تظهر في الغالب. إلا أنها قد تتطلب متابعة طبية في حين ظهورها.
كيفية إعطاء الدواء: عن طريق الفم أو الوريد.
التأثيرات الجانبية الشائعة:
قد يسبب الدواء انخفاضا مؤقتا في عدد خلايا الدم البيضاء وكريات الدم الحمراء وذلك بسبب كبت نخاع العظم . أن ذلك قد يجعلك أكثر عرضة الإصابة بالعدوى أو فقر الدم.

## روابط خارجية
- مدلاين بلس medmaster-a682221
- Overview at BC Cancer Agency
- Doxil Site
- U.S. National Library of Medicine: Drug Information Portal - Doxorubicin
- Yissum - the owners of the original patents for Doxil
- - information regarding the Doxil shortage from Janssen
- Nanodiamond doxorubicin drug delivery visualization